# So in Love
So in Love är en låt av den brittiska gruppen Orchestral Manoeuvres in the Dark utgiven 1985 som den första singeln från albumet Crush.
Låten, som av en kritiker på Allmusic har beskrivits som höjdpunkten i gruppens musikaliska utveckling jämte If You Leave, var först inte tänkt att komma med på albumet men gruppmedlemmen Martin Cooper övertalade Andy McCluskey och Paul Humphreys att göra en demoinspelning av den. Som singel nådde den 27:e plats på brittiska singellistan och blev gruppens första framgång i USA med 26:e plats på Billboard Hot 100 och 16:e plats på Billboards Hot Dance Club Play-lista.

## Utgåvor
7" singel Virgin Records VS 766
1. So in Love – 3.29
2. Concrete Hands – 3.47

7" dubbelsingel Virgin Records VS 766
1. So in Love – 3.29
2. Concrete Hands – 3.47
3. Maria Gallante – 2.53
4. White Trash (Live) – 4.44

12" singel Virgin Records VS 766-12
1. So in Love – 3.29
2. Concrete Hands (Extended) – 4.15
3. Maria Gallante – 2.53

12" singel Virgin Records VS 766/13
1. So in Love (Extended)
2. Concrete Hands (Extended)
3. Maria Gallante

12" singel bildskiva Virgin Records VSY 766/14
1. So in Love (Extended)
2. Concrete Hands (Extended)
3. Maria Gallante

12" A&M Records SP-12143 (USA)
1. So in Love (Special American Dance Remix) (12" Version) – 5.40
2. So in Love (Special American Dance Remix) (7" Version) – 3.29[5]